# Prom Samnang
Prom Samnang (tiếng Khmer: ព្រំ សំណាង), sinh ngày 09 tháng 09 năm 1987, tại làng Krang Chek, xã Chambak, huyện Phnum Sruoch, tỉnh Kampong Speu. Anh là võ sĩ chuyên nghiệp của người Khmer. Ngoài ra anh có biệt danh trên đấu trường Kun Khmer là Cheng-kat-sok-đay-ek nghĩa là (Thợ cắt tóc chuyên nghiệp) hoặc Chong-kong-pi-kheat nghĩa là (Sát thủ đầu gối). Vì ngoài việc tham gia trên võ đài, anh còn hành nghề cắt tóc để kiếm thêm thu nhập để nuôi sống gia đình. Lĩnh vực của anh là bộ môn Kun Khmer và Kickboxing tại thế vận hội SEA Games và các sự kiện thể thao của quốc gia.

## Xuất thân
Prom Samnang xuất thân từ một gia đình nông dân nghèo khó ở tỉnh Kampong Speu thuộc phía Tây Campuchia, nên không có điều kiện học hành. Khi đến tuổi lập gia đình anh được cha mẹ cho kết hôn cùng một phụ nữ nông thôn và sinh được hai đứa con. Con trai của Samnang năm nay đã trưởng thành 19 tuổi và kế thừa sự nghiệp của cha, con trai anh tích cực tham gia đấu Kun Khmer trên các võ đài nội địa để gia tăng điểm và thành tích thi đấu.

## Sự nghiệp
Prom Samnang chỉ trở thành võ sĩ Campuchia thứ hai sau Thoeun Theara giành được một trận đấu lớn ở Bangkok. Võ sĩ Kun Khmer đã sử dụng một đòn đầu gối mạnh mẽ để ghi bàn hạ gục kỹ thuật (TKO) trước nhà vô địch ba lần người Anh Thomas Carpenter trong trận giao hữu quốc tế của họ vào ngày 05/02/2023.
Chiến thắng khiến những người hâm mộ môn thể thao này phải kinh ngạc khi Samnang hạ gục đối thủ được yêu thích nhất ở hạng 78 kg chỉ trong vòng chưa đầy hai phút.
Carpenter được đánh giá cao trước đây đã giành được ba danh hiệu ở Thái Lan, đáng chú ý nhất là danh hiệu Muay Thái của Liên đoàn Quyền anh Quốc tế (IBF) năm 2018 và đai Max Muay Thái năm 2016.
Tuy nhiên, trong trận đấu này Samnang đã cho võ sĩ người Anh ít cơ hội để lấy đà trong cuộc giao tranh, giữ chân anh ta bằng một loạt cú đá và cùi chỏ nhanh chóng. Khi Samnang nhìn thấy cơ hội tung ra một đòn đầu gối cận thành, Carpenter đã gục xuống thảm với vẻ đau đớn rõ ràng và không thể hoặc không muốn bắt đầu lại trận đấu.
Sau trận đấu, Samnang tuyên bố rằng TKO ở hiệp đầu tiên không phải do ngẫu nhiên mà là do thiết kế.
"Người quản lý của tôi tại liên đoàn kickboxing đã giữ tôi trong phòng tập thể dục chăm chỉ mà không bị phân tâm. Tôi đã không làm gì khác ngoài việc xây dựng sức mạnh và tập trung vào sự tấn công của mình, vì vậy tôi luôn hy vọng mình có thể giành được một cú knock-out," anh nói.
Chiến thắng, gợi nhớ đến chiến thắng ở vòng đầu tiên vào ngày 25 tháng 12 của Theara trước võ sĩ quyền anh Saiyok Sakchainrong ở vòng đầu tiên của King Thai Fight, đã giúp Samnang trở nên nổi tiếng hơn rất nhiều đối với những người hâm mộ Campuchia cuồng nhiệt.
Chiến thắng của Theara dẫn đến những lời đề nghị tài trợ béo bở và quà tặng đất đai.
"Chiến thắng này khiến tôi hạnh phúc không thể so sánh được. Tôi muốn cảm ơn các huấn luyện viên của tôi và các nhân viên tại liên đoàn kickboxing đã cho tôi sức mạnh tinh thần để thi đấu ở cấp độ này và tôi muốn cảm ơn những người hâm mộ quyền anh Khmer vì sự ủng hộ nhiệt tình của họ ", Samnang nói.
Heng Sokhorn, chủ tịch Liên đoàn Kickboxing Campuchia, đã dẫn đầu phái đoàn của Vương quốc đến sự kiện và chứng kiến chiến thắng kịch tính.
Anh nói:
"Chiến thắng này là kết quả của sự chăm chỉ và tập luyện căng thẳng. Nó sẽ truyền cảm hứng cho liên đoàn và đội tuyển quốc gia Kun Khmer tập luyện chăm chỉ hơn nữa để chuẩn bị cho SEA Games năm nay".
Anh nói thêm:
"Chúng ta phải làm cho võ sĩ của mình mạnh mẽ hơn. Tôi muốn cảm ơn tất cả những người hâm mộ, và tôi biết rằng tất cả các bạn sẽ la hét ủng hộ Samnang khi tranh đai vàng hạng nặng tại các trận đấu".
Anh hiện đang ký hợp đồng tham gia thi đấu các mùa giải, sự kiện truyền hình trong nước. Anh được Liên đoàn thể dục thể thao Campuchia tuyển chọn làm vận động viên chuyên nghiệp cấp Quốc gia để tham gia thi đấu bộ môn Kun Khmer với hạng cân 78 kg tại SEA Games 2023 sắp tới. ref>Kongkea, B. R. (ngày 12 tháng 5 năm 2023). "Golden competition for Kun Khmer fighters". Khmer Times (bằng tiếng Khmer).{{Chú thích web}}:  Quản lý CS1: ngôn ngữ không rõ (liên kết)</ref>

## Thành tích và danh hiệu
- 🥉 Ngày 20/05/2022 SEA Games 31 - Muay Thai Men's hạng cân 81 kg, Huy chương Đồng.
- Ngày 05/02/2023 Thai Fight - Muay Thai hạng cân 78 kg, Đai vô địch.
- 🥇 Ngày 10/03/2023 Liên đoàn Kun Khmer quốc gia, Huy chương vàng.
- Ngày 15/04/2023 Krud - Kun Khmer hạng cân 75 kg, Đai vô địch.
- 🥇 Ngày 11/05/2023 SEA Games 32 - Kun Khmer Men's hạng cân 81 kg, Huy chương vàng.